# Verwaltungsgemeinschaft Raguhn

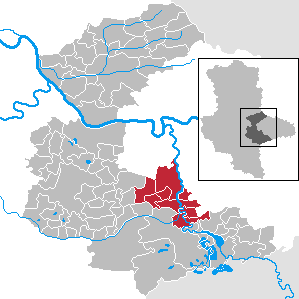
Lage der Verwaltungsgemeinschaft Raguhn im Landkreis Anhalt-Bitterfeld

In der Verwaltungsgemeinschaft Raguhn des Landkreises Anhalt-Bitterfeld in Sachsen-Anhalt waren acht Gemeinden zur Erledigung ihrer Verwaltungsgeschäfte zusammengeschlossen. Zur VG Raguhn kam am 1. Januar 2005 die Stadt Jeßnitz (Anhalt) aus der aufgelösten Verwaltungsgemeinschaft Jeßnitz-Bobbau hinzu.
Im Zuge der Gemeindegebietsreform in Sachsen-Anhalt wurde die Verwaltungsgemeinschaft Raguhn am 31. Dezember 2009 aufgelöst. Die Mitgliedsgemeinden gründeten am 1. Januar 2010 die Einheitsgemeinde Raguhn-Jeßnitz.
Die Verwaltungsgemeinschaft hatte eine Fläche von 97,09 km² und 10414 Einwohner (31. Dezember 2006).

## Die ehemaligen Mitgliedsgemeinden mit ihren Ortsteilen
- Altjeßnitz
- Stadt Jeßnitz (Anhalt) mit Roßdorf
- Marke
- Stadt Raguhn mit Kleckewitz
- Retzau
- Schierau mit Möst, Niesau und Priorau
- Thurland mit Klein Leipzig
- Tornau vor der Heide mit Hoyersdorf und Lingenau

## Belege
1. ↑  mz-web.de: www.mz-web.de